# Danny Gibson
Danny Gibson (ur. 28 stycznia 1984 w Madison) – amerykański koszykarz występujący na pozycji rozgrywającego. 
W trakcie swojej kariery występował także w kilku innych europejskich ligach. W lipcu 2014 podpisał kontrakt z Rosą Radom.
W sierpniu 2015 zawarł umowę z klubem Polski Cukier Toruń. 19 lipca 2016 związał się z bułgarskim klubem Lukoilu Academic Sofia.
22 sierpnia 2017 został zawodnikiem francuskiego Limoges CSP Elite. 30 listopada 2018 dołączył do tureckiego Demir Insaat Buyukcekmece Basket.
29 października 2019 podpisał kolejną w karierze umowę ze Śląskiem Wrocław.
Po sezonie 2019/2020 postanowił zakończyć karierę.

## Osiągnięcia
Stan na 17 lipca 2020.

### Drużynowe
- Mistrz Bułgarii (2017)
- Zdobywca pucharu:
  - Polski (2014)
  - Holandii (2010)
- Finalista pucharu:
  - Polski (2015)
  - Bułgarii (2017)
- Wicemistrz II ligi niemieckiej (2008)

### Indywidualne
(* – nagrody przyznane przez portal eurobasket.com)
- MVP:
  - holenderskiej ligi DBL (2010)
  - miesiąca PLK (luty 2016)[9]
  - kolejki PLK (2. kolejka sezonu 2015/16)[10]
  - 2 fazy 5 rundy rozgrywek FIBA Europa (2016/2017)[11]
- Najlepszy zagraniczny zawodnik TBL (2016)*[5]
- Zaliczony do:
  - I składu:
    - DBL (2009/10)
    - najlepszych zagranicznych zawodników ligi:
      - bułgarskiej (2017)*[5]
      - polskiej (2016)*[5]

    - TBL (2016)[12]

  - II składu ligi bułgarskiej (2017)*[5]
- Uczestnik meczu gwiazd ligi:
  - holenderskiej DBL (2010)
  - bułgarskiej (2017)[5]
- Lider strzelców holenderskiej ligi DBL (2010)